# Jõgisoo, Järvamaa
Jõgisoo är en ort i Estland. Den ligger i Ambla kommun och landskapet Järvamaa, i den centrala delen av landet, 70 km öster om huvudstaden Tallinn. Jõgisoo ligger 98 meter över havet och antalet invånare är 127.
Terrängen runt Jõgisoo är platt. Runt Jõgisoo är det glesbefolkat, med 13 invånare per kvadratkilometer. Närmaste större samhälle är Tapa, 10,9 km nordost om Jõgisoo. I omgivningarna runt Jõgisoo växer i huvudsak blandskog.